# Tom Stern
Tom Stern (* 16. Dezember 1946 in Palo Alto, Kalifornien) ist ein US-amerikanischer Kameramann.

## Leben und Wirken
Seine ersten Erfahrungen im Filmgeschäft sammelte Tom Stern als Beleuchter Ende der 1970er Jahre. Bis zum Jahre 2002 war er daneben auch als chief lighting technician aktiv, so wirkte er in dieser Funktion unter anderem an dem Film Road to Perdition mit. 
Im gleichen Jahr gab er sein Debüt als Kameramann mit dem Film Blood Work, der jedoch nicht die erste Zusammenarbeit mit dem Regisseur Clint Eastwood darstellte, denn als Beleuchter hatte Stern bereits an Eastwood-Filmen wie Honkytonk Man mitgewirkt.  Schon ein Jahr später folgte mit Mystic River ihre zweite Zusammenarbeit. Weitere gemeinsame Projekte folgten, zuletzt 15:17 to Paris aus dem Jahr 2018. Für den 2006 gedrehten Kriegsfilm Flags of Our Fathers wurde Stern mit einem Satellite Award in der Kategorie Beste Kamera ausgezeichnet. Bereits für Mystic River hatte er eine Nominierung für diesen Preis erhalten. Für den im gleichen Jahr gedrehten Film Letters from Iwo Jima erhielt er eine Nominierung bei den Chicago Film Critics Association Awards. Für die weitere Zusammenarbeit mit Eastwood an dem Drama Der fremde Sohn (2008) erhielt Stern seine erste Oscar-Nominierung.

## Filmografie (Auswahl)
- 2002: Blood Work
- 2003: Mystic River
- 2004: Bobby Jones – Die Golflegende (Bobby Jones: Stroke of Genius)
- 2004: Million Dollar Baby
- 2005: Der Exorzismus von Emily Rose (The Exorcism of Emily Rose)
- 2005: Romance & Cigarettes
- 2006: Der letzte Kuss (The Last Kiss)
- 2006: Flags of Our Fathers
- 2006: Letters from Iwo Jima
- 2007: Aufbruch in ein neues Leben (Rails & Ties)
- 2007: Eine neue Chance (Things We Lost in the Fire)
- 2008: Der fremde Sohn (Changeling)
- 2008: Gran Torino
- 2008: Paris, Paris – Monsieur Pigoil auf dem Weg zum Glück (Faubourg 36)
- 2009: Invictus – Unbezwungen (Invictus)
- 2010: Hereafter – Das Leben danach (Hereafter)
- 2011: J. Edgar
- 2011: Sleepless Night – Nacht der Vergeltung (Nuit blanche)
- 2012: Die Tribute von Panem – The Hunger Games (The Hunger Games)
- 2012: Back in the Game (Trouble with the Curve)
- 2014: Jersey Boys
- 2014: American Sniper
- 2016: Sully
- 2018: 15:17 to Paris
- 2018: Meg (The Meg)
- 2021: The Ice Road
- 2023: Luther: The Fallen Sun
- 2023: Die letzte Fahrt der Demeter (The Last Voyage of the Demeter)